# Zastupitelská demokracie

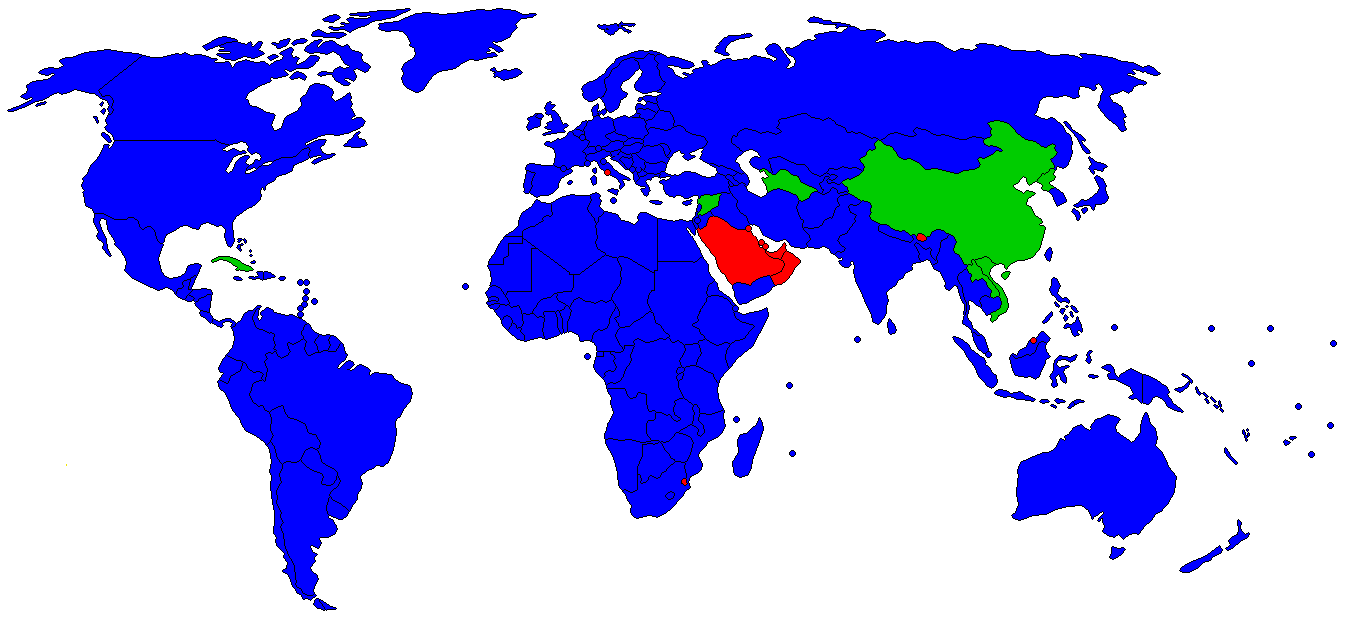
Modře zvýrazněné země se označují za zastupitelské demokracie, zelené jsou země, které se označují za demokracie, ale neumožňují existenci opozičních stran, červeně pak země, které se neoznačují za demokracie.

Zastupitelská demokracie nebo též reprezentativní či nepřímá demokracie je forma vlády založená na principu volby zastupitelů lidu v přímých volbách, čímž se liší od autokracie či přímé demokracie.

## Kritika
Problémem zastupitelské demokracie může být to, že zastupitelé „hlasu lidu“, ve skutečnosti nereprezentují „hlas lidu“. V tom případě se demokracie stává oligarchií – vládou malé skupiny lidí. Sociolog Robert Michels hovoří dokonce o „železném zákonu“ – že všechny demokratické organizace spějí k oligarchii. Protože zastupitelé získávají moc nad zastupovanými.